# Elousa albicans
Elousa albicans är en fjärilsart som beskrevs av Walker 1857. Elousa albicans ingår i släktet Elousa och familjen nattflyn. Inga underarter finns listade i Catalogue of Life.